# Juan Estrada
Juan Alberto Estrada (ur. 28 października 1912 w San Pedro  – zm. 28 maja 1989) – piłkarz argentyński, bramkarz.
Urodzony w San Pedro w prowincji Buenos Aires Estrada początkowo w piłkę grał w klubie CA Huracán. Jako gracz klubu Huracán wziął udział w turnieju Copa América 1937, gdzie Argentyna zdobyła tytuł mistrza Ameryki Południowej. Estrada bronił bramki argentyńskiej w 4 meczach - z Chile (stracił bramkę), Paragwajem (stracił bramkę), Peru i Urugwajem (stracił 3 bramki). W ostatnich dwóch, decydujących o mistrzowskim tytule, bojach z Brazylią zastępował go Fernando Bello.
Rok później Estrada przeszedł do klubu Boca Juniors, w którego barwach zadebiutował 3 kwietnia 1938 roku w zremisowanym 1:1 meczu z Ferro Carril Oeste. W 1940 roku Estrada zdobył razem z Boca Juniors pierwszy w swej karierze tytuł mistrza Argentyny.
Jako piłkarz klubu Boca Juniors wziął udział w turnieju Copa América 1941, gdzie Argentyna kolejny raz zdobyła mistrzostwo Ameryki Południowej. Estrada zagrał we wszystkich czterech meczach - z Peru (stracił bramkę), Ekwadorem (w 78 minucie meczu zastąpił między słupkami Sebastiána Gualco), Urugwajem i Chile.
W 1943 roku Estrada razem z Boca Juniors po raz drugi został mistrzem Argentyny. W tym samym roku zakończył grę w Boca - ostatni raz w barwach tego klubu zagrał 12 października w przegranym 3:4 meczu z CA Platense. Łącznie Estrada w Boca Juniors rozegrał 142 mecze (77 zwycięstw, 27 remisów), a dokładniej 12 785 minut.
Estrada zakończył karierę piłkarską w 1944 roku w urugwajskim klubie Defensor Sporting.
W latach 1936–1941 Estrada rozegrał w reprezentacji Argentyny 18 meczów.

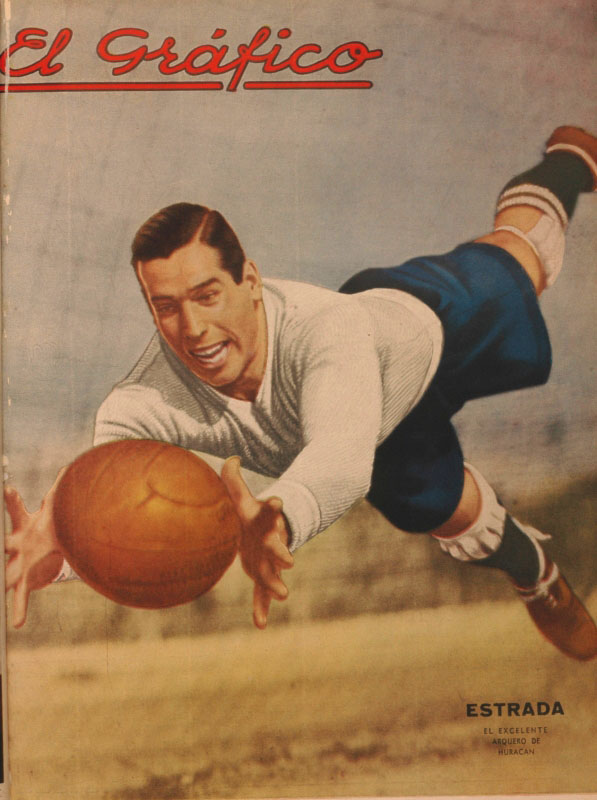
Juan Estrada